# Сесто Каљари
Сесто Каљари (итал. Sestu) је насеље у Италији у округу Каљари, региону Сардинија.
Према процени из 2011. у насељу је живело 18191 становника. Насеље се налази на надморској висини од 45 м.

## Становништво
Према резултатима пописа становништва 2011. у општини је живело 19.893 становника.
| 1931. | 1936. | 1951. | 1961. | 1971. | 1981.  | 1991.  | 2001.  | 2011.  |
| ----- | ----- | ----- | ----- | ----- | ------ | ------ | ------ | ------ |
| 3.771 | 4.392 | 5.640 | 6.739 | 8.730 | 10.561 | 12.182 | 15.233 | 19.893 |

## Партнерски градови
- Палермо